# Pycnotheca
Pycnotheca es un género de hidrozoos de la familia Kirchenpaueriidae.

## Descripción
Este género se caracteriza por la presencia de un septo interno a las hidrotecas presentes fuera del eje principal de la colonia (septo intratecal abcaulinar). Solamente se conoce la fase de pólipo, que habita el bentos marino. Se desconoce si existe fase medusa o realmente la ha perdido en la evolución.

## Especies
Actualmente se reconocen 3 especies dentro de este género.
- Pycnotheca biseptata Blackburn, 1938
- Pycnotheca mirabilis Allman, 1883
- Pycnotheca producta Bale, 1881